# Ліпниця (Куявсько-Поморське воєводство)
Ліпниця (пол. Lipnica) — село в Польщі, у гміні Дембова-Лонка Вомбжезького повіту Куявсько-Поморського воєводства.
Населення — 282 особи (2011).
У 1975-1998 роках село належало до Торунського воєводства.

## Демографія
Демографічна структура станом на 31 березня 2011 року:
|          | Загалом | Допрацездатний вік | Працездатний вік | Постпрацездатний вік |
| -------- | ------- | ------------------ | ---------------- | -------------------- |
| Чоловіки | 142     | 31                 | 95               | 16                   |
| Жінки    | 140     | 34                 | 78               | 28                   |
| Разом    | 282     | 65                 | 173              | 44                   |